# Tour du Danemark 2021
La 30e édition du Tour du Danemark a lieu du 10 au 14 août 2021. La course fait partie du calendrier UCI ProSeries 2021 en catégorie 2.Pro. L'édition de 2020 avait dû être annulée en raison de la pandémie de Covid-19. Elle est remportée par le Belge Remco Evenepoel (Deceuninck-Quick Step).

## Équipes
Dix-neuf équipes participent à ce Tour du Danemark - six WorldTeams, sept équipes continentales professionnelles, cinq équipes continentales et une équipe nationale :
| WorldTeams (6)- Deceuninck-Quick Step - Jumbo-Visma - Lotto Soudal - Qhubeka NextHash - Team DSM - Trek-Segafredo ProTeams (7)- Bardiani CSF Faizanè - Bingoal Pauwels Sauces WB - Team Novo Nordisk - Rally Cycling - Sport Vlaanderen-Baloise - Uno-X Pro Cycling Team - Vini Zabù Équipes continentales (5)- BHS-PL Beton Bornholm - ColoQuick - HRE Mazowsze Serce Polski - Restaurant Suri-Carl Ras - Riwal Équipe nationale- Danemark |
| |

## Favoris
Le jeune coureur belge Remco Evenepoel (Deceuninck-Quick Step), récent vainqueur du Tour de Belgique est cité parmi les favoris à la victoire finale au même titre que son compatriote et coéquipier Yves Lampaert. Les Danois Søren Kragh Andersen (Team DSM), Mads Pedersen (Trek-Segafredo) et le dernier vainqueur Niklas Larsen (Uno-X Pro) peuvent aussi revendiquer la victoire qui pourrait se dessiner lors de la troisième étape assez vallonnée ou à la suite de la dernière étape disputée contre-la-montre.

## Étapes
| Étape     | Date    | Villes étapes                 | type                        | Distance (km) | Dénivelé (m) | Vainqueur d'étape | Leader du classement général |
| --------- | ------- | ----------------------------- | --------------------------- | ------------- | ------------ | ----------------- | ---------------------------- |
| 1re étape | 10 août | Struer – Esbjerg              | étape de plaine             | 175,3         | 349 m        | Dylan Groenewegen | Dylan Groenewegen            |
| 2e étape  | 11 août | Ribe – Sønderborg             | étape de plaine             | 189,6         | 793 m        | Mads Pedersen     | Dylan Groenewegen            |
| 3e étape  | 12 août | Tønder – Vejle                | étape vallonnée             | 219,2         | 1 760 m      | Remco Evenepoel   | Remco Evenepoel              |
| 4e étape  | 13 août | Holbæk – Kalundborg           | étape vallonnée             | 188,4         | 1 340 m      | Colin Joyce       | Remco Evenepoel              |
| 5e étape  | 14 août | Frederiksberg – Frederiksberg | contre-la-montre individuel | 10,8          | 24 m         | Remco Evenepoel   | Remco Evenepoel              |

## Déroulement de la course

### 1reétape
Une chute à une vingtaine de kilomètres de l'arrivée fait comme principale victime le Danois Niklas Larsen (Uno-X Pro), vainqueur de l’édition 2019 qui rallie l'arrivée avec plus de 13 minutes de retard. Les trois meilleurs sprinteurs du peloton se disputent la victoire remportée par le Néerlandais Dylan Groenewegen devant le Britannique Mark Cavendish (Deceuninck-Quick Step) et l’Italien Giacomo Nizzolo (Qhubeka).
| \| Classement de l'étape \| Classement de l'étape \| Classement de l'étape \| Classement de l'étape \| Classement de l'étape \| \| Coureur \| Coureur \| Pays \| Équipe \| Temps \| \| --------------------- \| --------------------- \| --------------------- \| --------------------- \| --------------------- \| \| 1er \| Dylan Groenewegen \| Pays-Bas \| Jumbo-Visma \| 3 h 47 min 36 s \| \| 2e \| Mark Cavendish \| Royaume-Uni \| Deceuninck-Quick Step \| + 0 s \| \| 3e \| Giacomo Nizzolo \| Italie \| Qhubeka NextHash \| + 0 s \| \| 4e \| Arvid de Kleijn \| Pays-Bas \| Rally Cycling \| + 2 s \| \| 5e \| Cees Bol \| Pays-Bas \| Team DSM \| + 2 s \| \| 6e \| Mike Teunissen \| Pays-Bas \| Jumbo-Visma \| + 2 s \| \| 7e \| Mads Pedersen \| Danemark \| Trek-Segafredo \| + 2 s \| \| 8e \| Tosh Van der Sande \| Belgique \| Lotto-Soudal \| + 2 s \| \| 9e \| Jannik Steimle \| Allemagne \| Deceuninck-Quick Step \| + 2 s \| \| 10e \| Louis Bendixen \| Danemark \| Danemark \| + 2 s \| |                    |             |                       |                 |
| |                    |             |                       |                 |
| Source : ProCyclingStats |                    |             |                       |                 |
| Classement de l'étape |                    |             |                       |                 |
| Coureur | Coureur            | Pays        | Équipe                | Temps           |
| 1er | Dylan Groenewegen  | Pays-Bas    | Jumbo-Visma           | 3 h 47 min 36 s |
| 2e | Mark Cavendish     | Royaume-Uni | Deceuninck-Quick Step | + 0 s           |
| 3e | Giacomo Nizzolo    | Italie      | Qhubeka NextHash      | + 0 s           |
| 4e | Arvid de Kleijn    | Pays-Bas    | Rally Cycling         | + 2 s           |
| 5e | Cees Bol           | Pays-Bas    | Team DSM              | + 2 s           |
| 6e | Mike Teunissen     | Pays-Bas    | Jumbo-Visma           | + 2 s           |
| 7e | Mads Pedersen      | Danemark    | Trek-Segafredo        | + 2 s           |
| 8e | Tosh Van der Sande | Belgique    | Lotto-Soudal          | + 2 s           |
| 9e | Jannik Steimle     | Allemagne   | Deceuninck-Quick Step | + 2 s           |
| 10e | Louis Bendixen     | Danemark    | Danemark              | + 2 s           |

| \| Classement général \| Classement général \| Classement général \| Classement général \| Classement général \| \| Coureur \| Coureur \| Pays \| Équipe \| Temps \| \| ------------------ \| ------------------ \| ------------------ \| --------------------- \| ------------------ \| \| 1er \| Dylan Groenewegen \| Pays-Bas \| Jumbo-Visma \| 3 h 47 min 26 s \| \| 2e \| Mark Cavendish \| Royaume-Uni \| Deceuninck-Quick Step \| + 4 s \| \| 3e \| Giacomo Nizzolo \| Italie \| Qhubeka NextHash \| + 6 s \| \| 4e \| Arvid de Kleijn \| Pays-Bas \| Rally Cycling \| + 12 s \| \| 5e \| Cees Bol \| Pays-Bas \| Team DSM \| + 12 s \| \| 6e \| Mike Teunissen \| Pays-Bas \| Jumbo-Visma \| + 12 s \| \| 7e \| Mads Pedersen \| Danemark \| Trek-Segafredo \| + 12 s \| \| 8e \| Tosh Van der Sande \| Belgique \| Lotto-Soudal \| + 12 s \| \| 9e \| Jannik Steimle \| Allemagne \| Deceuninck-Quick Step \| + 12 s \| \| 10e \| Louis Bendixen \| Danemark \| Danemark \| + 12 s \| |                    |             |                       |                 |
| |                    |             |                       |                 |
| Source : ProCyclingStats |                    |             |                       |                 |
| Classement général |                    |             |                       |                 |
| Coureur | Coureur            | Pays        | Équipe                | Temps           |
| 1er | Dylan Groenewegen  | Pays-Bas    | Jumbo-Visma           | 3 h 47 min 26 s |
| 2e | Mark Cavendish     | Royaume-Uni | Deceuninck-Quick Step | + 4 s           |
| 3e | Giacomo Nizzolo    | Italie      | Qhubeka NextHash      | + 6 s           |
| 4e | Arvid de Kleijn    | Pays-Bas    | Rally Cycling         | + 12 s          |
| 5e | Cees Bol           | Pays-Bas    | Team DSM              | + 12 s          |
| 6e | Mike Teunissen     | Pays-Bas    | Jumbo-Visma           | + 12 s          |
| 7e | Mads Pedersen      | Danemark    | Trek-Segafredo        | + 12 s          |
| 8e | Tosh Van der Sande | Belgique    | Lotto-Soudal          | + 12 s          |
| 9e | Jannik Steimle     | Allemagne   | Deceuninck-Quick Step | + 12 s          |
| 10e | Louis Bendixen     | Danemark    | Danemark              | + 12 s          |

### 2eétape
Le Danois Mads Pedersen (Trek-Segafredo) remporte le sprint en légère montée d'un peloton de 41 unités devançant Giacomo Nizzolo (Qhubeka) et Dylan Groenewegen (Jumbo-Visma). Le Belge Yves Lampaert (Deceuninck-Quick Step) et le Danois Niklas Larsen (Uno-X Pro) n'ont pas pris le départ.
| \| Classement de l'étape \| Classement de l'étape \| Classement de l'étape \| Classement de l'étape \| Classement de l'étape \| \| Coureur \| Coureur \| Pays \| Équipe \| Temps \| \| --------------------- \| --------------------- \| --------------------- \| ------------------------- \| --------------------- \| \| 1er \| Mads Pedersen \| Danemark \| Trek-Segafredo \| 4 h 02 min 02 s \| \| 2e \| Giacomo Nizzolo \| Italie \| Qhubeka NextHash \| + 0 s \| \| 3e \| Dylan Groenewegen \| Pays-Bas \| Jumbo-Visma \| + 0 s \| \| 4e \| Rasmus Tiller \| Norvège \| Uno-X Pro Cycling Team \| + 0 s \| \| 5e \| Jannik Steimle \| Allemagne \| Deceuninck-Quick Step \| + 0 s \| \| 6e \| Timothy Dupont \| Belgique \| Bingoal Pauwels Sauces WB \| + 0 s \| \| 7e \| Arvid de Kleijn \| Pays-Bas \| Rally Cycling \| + 0 s \| \| 8e \| Gerben Thijssen \| Belgique \| Lotto-Soudal \| + 0 s \| \| 9e \| Tosh Van der Sande \| Belgique \| Lotto-Soudal \| + 0 s \| \| 10e \| Mattias Skjelmose \| Danemark \| Trek-Segafredo \| + 0 s \| |                    |           |                           |                 |
| |                    |           |                           |                 |
| Source : ProCyclingStats |                    |           |                           |                 |
| Classement de l'étape |                    |           |                           |                 |
| Coureur | Coureur            | Pays      | Équipe                    | Temps           |
| 1er | Mads Pedersen      | Danemark  | Trek-Segafredo            | 4 h 02 min 02 s |
| 2e | Giacomo Nizzolo    | Italie    | Qhubeka NextHash          | + 0 s           |
| 3e | Dylan Groenewegen  | Pays-Bas  | Jumbo-Visma               | + 0 s           |
| 4e | Rasmus Tiller      | Norvège   | Uno-X Pro Cycling Team    | + 0 s           |
| 5e | Jannik Steimle     | Allemagne | Deceuninck-Quick Step     | + 0 s           |
| 6e | Timothy Dupont     | Belgique  | Bingoal Pauwels Sauces WB | + 0 s           |
| 7e | Arvid de Kleijn    | Pays-Bas  | Rally Cycling             | + 0 s           |
| 8e | Gerben Thijssen    | Belgique  | Lotto-Soudal              | + 0 s           |
| 9e | Tosh Van der Sande | Belgique  | Lotto-Soudal              | + 0 s           |
| 10e | Mattias Skjelmose  | Danemark  | Trek-Segafredo            | + 0 s           |

| \| Classement général \| Classement général \| Classement général \| Classement général \| Classement général \| \| Coureur \| Coureur \| Pays \| Équipe \| Temps \| \| ------------------ \| ------------------ \| ------------------ \| ------------------------ \| ------------------ \| \| 1er \| Dylan Groenewegen \| Pays-Bas \| Jumbo-Visma \| 7 h 49 min 24 s \| \| 2e \| Giacomo Nizzolo \| Italie \| Qhubeka NextHash \| + 4 s \| \| 3e \| Mads Pedersen \| Danemark \| Trek-Segafredo \| + 6 s \| \| 4e \| Mark Cavendish \| Royaume-Uni \| Deceuninck-Quick Step \| + 8 s \| \| 5e \| Kenneth Van Rooy \| Belgique \| Sport Vlaanderen-Baloise \| + 13 s \| \| 6e \| Arvid de Kleijn \| Pays-Bas \| Rally Cycling \| + 16 s \| \| 7e \| Jannik Steimle \| Allemagne \| Deceuninck-Quick Step \| + 16 s \| \| 8e \| Tosh Van der Sande \| Belgique \| Lotto-Soudal \| + 16 s \| \| 9e \| Gerben Thijssen \| Belgique \| Lotto-Soudal \| + 16 s \| \| 10e \| Rasmus Tiller \| Norvège \| Uno-X Pro Cycling Team \| + 16 s \| |                    |             |                          |                 |
| |                    |             |                          |                 |
| Source : ProCyclingStats |                    |             |                          |                 |
| Classement général |                    |             |                          |                 |
| Coureur | Coureur            | Pays        | Équipe                   | Temps           |
| 1er | Dylan Groenewegen  | Pays-Bas    | Jumbo-Visma              | 7 h 49 min 24 s |
| 2e | Giacomo Nizzolo    | Italie      | Qhubeka NextHash         | + 4 s           |
| 3e | Mads Pedersen      | Danemark    | Trek-Segafredo           | + 6 s           |
| 4e | Mark Cavendish     | Royaume-Uni | Deceuninck-Quick Step    | + 8 s           |
| 5e | Kenneth Van Rooy   | Belgique    | Sport Vlaanderen-Baloise | + 13 s          |
| 6e | Arvid de Kleijn    | Pays-Bas    | Rally Cycling            | + 16 s          |
| 7e | Jannik Steimle     | Allemagne   | Deceuninck-Quick Step    | + 16 s          |
| 8e | Tosh Van der Sande | Belgique    | Lotto-Soudal             | + 16 s          |
| 9e | Gerben Thijssen    | Belgique    | Lotto-Soudal             | + 16 s          |
| 10e | Rasmus Tiller      | Norvège     | Uno-X Pro Cycling Team   | + 16 s          |

### 3eétape
À 33 kilomètres de l'arrivée, un groupe de cinq coureurs s'isole en tête. Il se compose du Français Julien Bernard (Trek-Segafredo), des Danois Søren Kragh Andersen et Casper Pedersen (DSM), du Néerlandais Mike Teunissen (Jumbo-Visma) et du Belge Remco Evenepoel (Deceuninck-Quick Step). Dans une descente, le jeune Belge  manque un virage en continuant tout droit et doit laisser filer ses compagnons d'échappée. Mais, aidé par son équipe, Evenepoel parvient à réintégrer le groupe de tête à 19 kilomètres du terme et, deux kilomètres plus loin, il attaque seul et augmente régulièrement son avance pour franchir la ligne d'arrivée 1'29" avant son plus proche poursuivant, son compatriote Tosh Van der Sande (Lotto-Soudal) et s'emparer du maillot de leader du classement général.
| \| Classement de l'étape \| Classement de l'étape \| Classement de l'étape \| Classement de l'étape \| Classement de l'étape \| \| Coureur \| Coureur \| Pays \| Équipe \| Temps \| \| --------------------- \| --------------------- \| --------------------- \| ------------------------- \| --------------------- \| \| 1er \| Remco Evenepoel \| Belgique \| Deceuninck-Quick Step \| 4 h 54 min 44 s \| \| 2e \| Tosh Van der Sande \| Belgique \| Lotto-Soudal \| + 1 min 29 s \| \| 3e \| Nick van der Lijke \| Pays-Bas \| Riwal Cycling Team \| + 1 min 32 s \| \| 4e \| Mike Teunissen \| Pays-Bas \| Jumbo-Visma \| + 1 min 32 s \| \| 5e \| Mads Pedersen \| Danemark \| Trek-Segafredo \| + 1 min 41 s \| \| 6e \| Anthon Charmig \| Danemark \| Uno-X Pro Cycling Team \| + 1 min 54 s \| \| 7e \| Mattias Skjelmose \| Danemark \| Trek-Segafredo \| + 3 min 21 s \| \| 8e \| Milan Menten \| Belgique \| Bingoal Pauwels Sauces WB \| + 3 min 21 s \| \| 9e \| Mads Rahbek \| Danemark \| BHS-PL Beton Bornholm \| + 3 min 23 s \| \| 10e \| Jeppe Aaskov Pallesen \| Danemark \| ColoQuick \| + 3 min 23 s \| |                       |          |                           |                 |
| |                       |          |                           |                 |
| Source : ProCyclingStats |                       |          |                           |                 |
| Classement de l'étape |                       |          |                           |                 |
| Coureur | Coureur               | Pays     | Équipe                    | Temps           |
| 1er | Remco Evenepoel       | Belgique | Deceuninck-Quick Step     | 4 h 54 min 44 s |
| 2e | Tosh Van der Sande    | Belgique | Lotto-Soudal              | + 1 min 29 s    |
| 3e | Nick van der Lijke    | Pays-Bas | Riwal Cycling Team        | + 1 min 32 s    |
| 4e | Mike Teunissen        | Pays-Bas | Jumbo-Visma               | + 1 min 32 s    |
| 5e | Mads Pedersen         | Danemark | Trek-Segafredo            | + 1 min 41 s    |
| 6e | Anthon Charmig        | Danemark | Uno-X Pro Cycling Team    | + 1 min 54 s    |
| 7e | Mattias Skjelmose     | Danemark | Trek-Segafredo            | + 3 min 21 s    |
| 8e | Milan Menten          | Belgique | Bingoal Pauwels Sauces WB | + 3 min 21 s    |
| 9e | Mads Rahbek           | Danemark | BHS-PL Beton Bornholm     | + 3 min 23 s    |
| 10e | Jeppe Aaskov Pallesen | Danemark | ColoQuick                 | + 3 min 23 s    |

| \| Classement général \| Classement général \| Classement général \| Classement général \| Classement général \| \| Coureur \| Coureur \| Pays \| Équipe \| Temps \| \| ------------------ \| ------------------ \| ------------------ \| ------------------------- \| ------------------ \| \| 1er \| Remco Evenepoel \| Belgique \| Deceuninck-Quick Step \| 12 h 44 min 14 s \| \| 2e \| Tosh Van der Sande \| Belgique \| Lotto-Soudal \| + 1 min 33 s \| \| 3e \| Mads Pedersen \| Danemark \| Trek-Segafredo \| + 1 min 36 s \| \| 4e \| Nick van der Lijke \| Pays-Bas \| Riwal Cycling Team \| + 1 min 38 s \| \| 5e \| Mike Teunissen \| Pays-Bas \| Jumbo-Visma \| + 1 min 40 s \| \| 6e \| Anthon Charmig \| Danemark \| Uno-X Pro Cycling Team \| + 2 min 04 s \| \| 7e \| Milan Menten \| Belgique \| Bingoal Pauwels Sauces WB \| + 3 min 31 s \| \| 8e \| Mattias Skjelmose \| Danemark \| Trek-Segafredo \| + 3 min 31 s \| \| 9e \| Rasmus Tiller \| Norvège \| Uno-X Pro Cycling Team \| + 3 min 33 s \| \| 10e \| Lucas Eriksson \| Suède \| Riwal Cycling Team \| + 3 min 33 s \| |                    |          |                           |                  |
| |                    |          |                           |                  |
| Source : ProCyclingStats |                    |          |                           |                  |
| Classement général |                    |          |                           |                  |
| Coureur | Coureur            | Pays     | Équipe                    | Temps            |
| 1er | Remco Evenepoel    | Belgique | Deceuninck-Quick Step     | 12 h 44 min 14 s |
| 2e | Tosh Van der Sande | Belgique | Lotto-Soudal              | + 1 min 33 s     |
| 3e | Mads Pedersen      | Danemark | Trek-Segafredo            | + 1 min 36 s     |
| 4e | Nick van der Lijke | Pays-Bas | Riwal Cycling Team        | + 1 min 38 s     |
| 5e | Mike Teunissen     | Pays-Bas | Jumbo-Visma               | + 1 min 40 s     |
| 6e | Anthon Charmig     | Danemark | Uno-X Pro Cycling Team    | + 2 min 04 s     |
| 7e | Milan Menten       | Belgique | Bingoal Pauwels Sauces WB | + 3 min 31 s     |
| 8e | Mattias Skjelmose  | Danemark | Trek-Segafredo            | + 3 min 31 s     |
| 9e | Rasmus Tiller      | Norvège  | Uno-X Pro Cycling Team    | + 3 min 33 s     |
| 10e | Lucas Eriksson     | Suède    | Riwal Cycling Team        | + 3 min 33 s     |

### 4eétape
Un groupe de huit coureurs s'échappe pendant une bonne partie de l'étape et six d'entre eux parviennent à conserver une poignée de secondes d'avance sur le peloton à l'arrivée. L'étape est remportée par l'Américain Colin Joyce (Rakky Cycling).
| \| Classement de l'étape \| Classement de l'étape \| Classement de l'étape \| Classement de l'étape \| Classement de l'étape \| \| Coureur \| Coureur \| Pays \| Équipe \| Temps \| \| --------------------- \| --------------------- \| --------------------- \| ------------------------ \| --------------------- \| \| 1er \| Colin Joyce \| États-Unis \| Rally Cycling \| \| \| 2e \| Sebastian Nielsen \| Danemark \| Restaurant Suri-Carl Ras \| + 0 s \| \| 3e \| Martin Salmon \| Allemagne \| Team DSM \| + 0 s \| \| 4e \| Magnus Bak Klaris \| Danemark \| Danemark \| + 0 s \| \| 5e \| Aaron Van Poucke \| Belgique \| Sport Vlaanderen-Baloise \| + 0 s \| \| 6e \| Mads Østergaard \| Danemark \| ColoQuick \| + 2 s \| \| 7e \| Giacomo Nizzolo \| Italie \| Qhubeka NextHash \| + 6 s \| \| 8e \| Mads Pedersen \| Danemark \| Trek-Segafredo \| + 6 s \| \| 9e \| Mark Cavendish \| Royaume-Uni \| Deceuninck-Quick Step \| + 6 s \| \| 10e \| Michael Mørkøv \| Danemark \| Deceuninck-Quick Step \| + 6 s \| |                   |             |                          |       |
| |                   |             |                          |       |
| Source : ProCyclingStats |                   |             |                          |       |
| Classement de l'étape |                   |             |                          |       |
| Coureur | Coureur           | Pays        | Équipe                   | Temps |
| 1er | Colin Joyce       | États-Unis  | Rally Cycling            |       |
| 2e | Sebastian Nielsen | Danemark    | Restaurant Suri-Carl Ras | + 0 s |
| 3e | Martin Salmon     | Allemagne   | Team DSM                 | + 0 s |
| 4e | Magnus Bak Klaris | Danemark    | Danemark                 | + 0 s |
| 5e | Aaron Van Poucke  | Belgique    | Sport Vlaanderen-Baloise | + 0 s |
| 6e | Mads Østergaard   | Danemark    | ColoQuick                | + 2 s |
| 7e | Giacomo Nizzolo   | Italie      | Qhubeka NextHash         | + 6 s |
| 8e | Mads Pedersen     | Danemark    | Trek-Segafredo           | + 6 s |
| 9e | Mark Cavendish    | Royaume-Uni | Deceuninck-Quick Step    | + 6 s |
| 10e | Michael Mørkøv    | Danemark    | Deceuninck-Quick Step    | + 6 s |

| \| Classement général \| Classement général \| Classement général \| Classement général \| Classement général \| \| Coureur \| Coureur \| Pays \| Équipe \| Temps \| \| ------------------ \| ------------------ \| ------------------ \| ------------------------- \| ------------------ \| \| 1er \| Remco Evenepoel \| Belgique \| Deceuninck-Quick Step \| 7 h 07 min 04 s \| \| 2e \| Tosh Van der Sande \| Belgique \| Lotto-Soudal \| + 1 min 33 s \| \| 3e \| Mads Pedersen \| Danemark \| Trek-Segafredo \| + 1 min 36 s \| \| 4e \| Nick van der Lijke \| Pays-Bas \| Riwal Cycling Team \| + 1 min 38 s \| \| 5e \| Mike Teunissen \| Pays-Bas \| Jumbo-Visma \| + 1 min 40 s \| \| 6e \| Anthon Charmig \| Danemark \| Uno-X DARE Development \| + 2 min 16 s \| \| 7e \| Milan Menten \| Belgique \| Bingoal Pauwels Sauces WB \| + 3 min 31 s \| \| 8e \| Rasmus Tiller \| Norvège \| Uno-X Pro Cycling Team \| + 3 min 33 s \| \| 9e \| Lucas Eriksson \| Suède \| Riwal Cycling Team \| + 3 min 33 s \| \| 10e \| Mattias Skjelmose \| Danemark \| Trek-Segafredo \| + 3 min 43 s \| |                    |          |                           |                 |
| |                    |          |                           |                 |
| Source : ProCyclingStats |                    |          |                           |                 |
| Classement général |                    |          |                           |                 |
| Coureur | Coureur            | Pays     | Équipe                    | Temps           |
| 1er | Remco Evenepoel    | Belgique | Deceuninck-Quick Step     | 7 h 07 min 04 s |
| 2e | Tosh Van der Sande | Belgique | Lotto-Soudal              | + 1 min 33 s    |
| 3e | Mads Pedersen      | Danemark | Trek-Segafredo            | + 1 min 36 s    |
| 4e | Nick van der Lijke | Pays-Bas | Riwal Cycling Team        | + 1 min 38 s    |
| 5e | Mike Teunissen     | Pays-Bas | Jumbo-Visma               | + 1 min 40 s    |
| 6e | Anthon Charmig     | Danemark | Uno-X DARE Development    | + 2 min 16 s    |
| 7e | Milan Menten       | Belgique | Bingoal Pauwels Sauces WB | + 3 min 31 s    |
| 8e | Rasmus Tiller      | Norvège  | Uno-X Pro Cycling Team    | + 3 min 33 s    |
| 9e | Lucas Eriksson     | Suède    | Riwal Cycling Team        | + 3 min 33 s    |
| 10e | Mattias Skjelmose  | Danemark | Trek-Segafredo            | + 3 min 43 s    |

### 5eétape
Le leader du classement général Remco Evenepoel (Deceuninck-Quick Step) remporte ce contre-la-montre avec 1 seconde d'avance sur le Danois Søren Kragh Andersen (DSM).
| \| Classement de l'étape \| Classement de l'étape \| Classement de l'étape \| Classement de l'étape \| Classement de l'étape \| \| Coureur \| Coureur \| Pays \| Équipe \| Temps \| \| --------------------- \| --------------------- \| --------------------- \| ---------------------- \| --------------------- \| \| 1er \| Remco Evenepoel \| Belgique \| Deceuninck-Quick Step \| 12 min 13 s \| \| 2e \| Søren Kragh Andersen \| Danemark \| Team DSM \| + 1 s \| \| 3e \| Mads Pedersen \| Danemark \| Trek-Segafredo \| + 6 s \| \| 4e \| Edoardo Affini \| Italie \| Jumbo-Visma \| + 7 s \| \| 5e \| Jannik Steimle \| Allemagne \| Deceuninck-Quick Step \| + 14 s \| \| 6e \| Mike Teunissen \| Pays-Bas \| Jumbo-Visma \| + 20 s \| \| 7e \| Mattias Skjelmose \| Danemark \| Trek-Segafredo \| + 23 s \| \| 8e \| Morten Hulgaard \| Danemark \| Uno-X Pro Cycling Team \| + 28 s \| \| 9e \| Mark Cavendish \| Royaume-Uni \| Deceuninck-Quick Step \| + 31 s \| \| 10e \| Adam Holm \| Danemark \| BHS-PL Beton Bornholm \| + 33 s \| |                      |             |                        |             |
| |                      |             |                        |             |
| Source : ProCyclingStats |                      |             |                        |             |
| Classement de l'étape |                      |             |                        |             |
| Coureur | Coureur              | Pays        | Équipe                 | Temps       |
| 1er | Remco Evenepoel      | Belgique    | Deceuninck-Quick Step  | 12 min 13 s |
| 2e | Søren Kragh Andersen | Danemark    | Team DSM               | + 1 s       |
| 3e | Mads Pedersen        | Danemark    | Trek-Segafredo         | + 6 s       |
| 4e | Edoardo Affini       | Italie      | Jumbo-Visma            | + 7 s       |
| 5e | Jannik Steimle       | Allemagne   | Deceuninck-Quick Step  | + 14 s      |
| 6e | Mike Teunissen       | Pays-Bas    | Jumbo-Visma            | + 20 s      |
| 7e | Mattias Skjelmose    | Danemark    | Trek-Segafredo         | + 23 s      |
| 8e | Morten Hulgaard      | Danemark    | Uno-X Pro Cycling Team | + 28 s      |
| 9e | Mark Cavendish       | Royaume-Uni | Deceuninck-Quick Step  | + 31 s      |
| 10e | Adam Holm            | Danemark    | BHS-PL Beton Bornholm  | + 33 s      |

## Classements finals

### Classement général
| \| Classement général \| Classement général \| Classement général \| Classement général \| Classement général \| \| Coureur \| Coureur \| Pays \| Équipe \| Temps \| \| ------------------ \| -------------------- \| ------------------ \| ---------------------- \| ------------------ \| \| 1er \| Remco Evenepoel \| Belgique \| Deceuninck-Quick Step \| 17 h 19 min 17 s \| \| 2e \| Mads Pedersen \| Danemark \| Trek-Segafredo \| + 1 min 42 s \| \| 3e \| Mike Teunissen \| Pays-Bas \| Jumbo-Visma \| + 2 min 00 s \| \| 4e \| Nick van der Lijke \| Pays-Bas \| Riwal Cycling Team \| + 2 min 14 s \| \| 5e \| Tosh Van der Sande \| Belgique \| Lotto-Soudal \| + 2 min 30 s \| \| 6e \| Søren Kragh Andersen \| Danemark \| Team DSM \| + 3 min 46 s \| \| 7e \| Anthon Charmig \| Danemark \| Uno-X Pro Cycling Team \| + 3 min 51 s \| \| 8e \| Mattias Skjelmose \| Danemark \| Trek-Segafredo \| + 4 min 06 s \| \| 9e \| Julien Bernard \| France \| Trek-Segafredo \| + 4 min 42 s \| \| 10e \| Lucas Eriksson \| Suède \| Riwal Cycling Team \| + 4 min 42 s \| |                      |          |                        |                  |
| |                      |          |                        |                  |
| Source : ProCyclingStats |                      |          |                        |                  |
| Classement général |                      |          |                        |                  |
| Coureur | Coureur              | Pays     | Équipe                 | Temps            |
| 1er | Remco Evenepoel      | Belgique | Deceuninck-Quick Step  | 17 h 19 min 17 s |
| 2e | Mads Pedersen        | Danemark | Trek-Segafredo         | + 1 min 42 s     |
| 3e | Mike Teunissen       | Pays-Bas | Jumbo-Visma            | + 2 min 00 s     |
| 4e | Nick van der Lijke   | Pays-Bas | Riwal Cycling Team     | + 2 min 14 s     |
| 5e | Tosh Van der Sande   | Belgique | Lotto-Soudal           | + 2 min 30 s     |
| 6e | Søren Kragh Andersen | Danemark | Team DSM               | + 3 min 46 s     |
| 7e | Anthon Charmig       | Danemark | Uno-X Pro Cycling Team | + 3 min 51 s     |
| 8e | Mattias Skjelmose    | Danemark | Trek-Segafredo         | + 4 min 06 s     |
| 9e | Julien Bernard       | France   | Trek-Segafredo         | + 4 min 42 s     |
| 10e | Lucas Eriksson       | Suède    | Riwal Cycling Team     | + 4 min 42 s     |

| Classement par points | Classement par points | Classement par points | Classement par points    | Classement par points |
| Coureur               | Coureur               | Pays                  | Équipe                   | Points                |
| --------------------- | --------------------- | --------------------- | ------------------------ | --------------------- |
| 1er                   | Mads Pedersen         | Danemark              | Trek-Segafredo           | 52 pts                |
| 2e                    | Remco Evenepoel       | Belgique              | Deceuninck-Quick Step    | 30 pts                |
| 3e                    | Giacomo Nizzolo       | Italie                | Qhubeka NextHash         | 29 pts                |
| 4e                    | Mike Teunissen        | Pays-Bas              | Jumbo-Visma              | 26 pts                |
| 5e                    | Dylan Groenewegen     | Pays-Bas              | Jumbo-Visma              | 25 pts                |
| 6e                    | Tosh Van der Sande    | Belgique              | Lotto-Soudal             | 21 pts                |
| 8e                    | Mark Cavendish        | Royaume-Uni           | Deceuninck-Quick Step    | 20 pts                |
| 9e                    | Colin Joyce           | États-Unis            | Rally Cycling            | 18 pts                |
| 10e                   | Sebastian Nielsen     | Danemark              | Restaurant Suri-Carl Ras | 18 pts                |
| 10e                   | Jannik Steimle        | Allemagne             | Deceuninck-Quick Step    | 20 pts                |

| Classement par points | Classement par points | Classement par points | Classement par points    | Classement par points |
| Coureur               | Coureur               | Pays                  | Équipe                   | Points                |
| --------------------- | --------------------- | --------------------- | ------------------------ | --------------------- |
| 1er                   | Mads Pedersen         | Danemark              | Trek-Segafredo           | 52 pts                |
| 2e                    | Remco Evenepoel       | Belgique              | Deceuninck-Quick Step    | 30 pts                |
| 3e                    | Giacomo Nizzolo       | Italie                | Qhubeka NextHash         | 29 pts                |
| 4e                    | Mike Teunissen        | Pays-Bas              | Jumbo-Visma              | 26 pts                |
| 5e                    | Dylan Groenewegen     | Pays-Bas              | Jumbo-Visma              | 25 pts                |
| 6e                    | Tosh Van der Sande    | Belgique              | Lotto-Soudal             | 21 pts                |
| 8e                    | Mark Cavendish        | Royaume-Uni           | Deceuninck-Quick Step    | 20 pts                |
| 9e                    | Colin Joyce           | États-Unis            | Rally Cycling            | 18 pts                |
| 10e                   | Sebastian Nielsen     | Danemark              | Restaurant Suri-Carl Ras | 18 pts                |
| 10e                   | Jannik Steimle        | Allemagne             | Deceuninck-Quick Step    | 20 pts                |

| Classement de la montagne | Classement de la montagne | Classement de la montagne | Classement de la montagne | Classement de la montagne |
| Coureur                   | Coureur                   | Pays                      | Équipe                    | Points                    |
| ------------------------- | ------------------------- | ------------------------- | ------------------------- | ------------------------- |
| 1er                       | Rasmus Bøgh Wallin        | Danemark                  | Danemark                  | 40 pts                    |
| 2e                        | Emil Toudal               | Danemark                  | BHS-PL Beton Bornholm     | 40 pts                    |
| 3e                        | Frederik Irgens           | Danemark                  | BHS-PL Beton Bornholm     | 32 pts                    |
| 4e                        | Jannik Steimle            | Allemagne                 | Deceuninck-Quick Step     | 16 pts                    |
| 5e                        | Julien Bernard            | France                    | Trek-Segafredo            | 12 pts                    |
| 6e                        | Jesper Hansen             | Danemark                  | Riwal Cycling Team        | 12 pts                    |
| 7e                        | Daniel Stampe             | Danemark                  | Danemark                  | 12 pts                    |
| 8e                        | Norbert Banaszek          | Pologne                   | HRE Mazowsze Serce Polski | 12 pts                    |
| 9e                        | Anders Foldager           | Danemark                  | Danemark                  | 12 pts                    |
| 10e                       | Jakub Kaczmarek           | Pologne                   | HRE Mazowsze Serce Polski | 12 pts                    |

| Classement de la montagne | Classement de la montagne | Classement de la montagne | Classement de la montagne | Classement de la montagne |
| Coureur                   | Coureur                   | Pays                      | Équipe                    | Points                    |
| ------------------------- | ------------------------- | ------------------------- | ------------------------- | ------------------------- |
| 1er                       | Rasmus Bøgh Wallin        | Danemark                  | Danemark                  | 40 pts                    |
| 2e                        | Emil Toudal               | Danemark                  | BHS-PL Beton Bornholm     | 40 pts                    |
| 3e                        | Frederik Irgens           | Danemark                  | BHS-PL Beton Bornholm     | 32 pts                    |
| 4e                        | Jannik Steimle            | Allemagne                 | Deceuninck-Quick Step     | 16 pts                    |
| 5e                        | Julien Bernard            | France                    | Trek-Segafredo            | 12 pts                    |
| 6e                        | Jesper Hansen             | Danemark                  | Riwal Cycling Team        | 12 pts                    |
| 7e                        | Daniel Stampe             | Danemark                  | Danemark                  | 12 pts                    |
| 8e                        | Norbert Banaszek          | Pologne                   | HRE Mazowsze Serce Polski | 12 pts                    |
| 9e                        | Anders Foldager           | Danemark                  | Danemark                  | 12 pts                    |
| 10e                       | Jakub Kaczmarek           | Pologne                   | HRE Mazowsze Serce Polski | 12 pts                    |

| Classement du meilleur jeune | Classement du meilleur jeune | Classement du meilleur jeune | Classement du meilleur jeune | Classement du meilleur jeune |
| Coureur                      | Coureur                      | Pays                         | Équipe                       | Temps                        |
| ---------------------------- | ---------------------------- | ---------------------------- | ---------------------------- | ---------------------------- |
| 1er                          | Remco Evenepoel              | Belgique                     | Deceuninck-Quick Step        | 17 h 19 min 17 s             |
| 2e                           | Mattias Skjelmose            | Danemark                     | Trek-Segafredo               | + 4 min 06 s                 |
| 3e                           | Rick Pluimers                | Pays-Bas                     | Jumbo-Visma                  | + 10 min 46 s                |
| 4e                           | Antonio Puppio               | Italie                       | Qhubeka NextHash             | + 14 min 37 s                |
| 5e                           | Kasper Andersen              | Danemark                     | ColoQuick                    | + 15 min 14 s                |
| 6e                           | Sébastien Grignard           | Belgique                     | Lotto-Soudal                 | + 16 min 07 s                |
| 7e                           | Tim van Dijke                | Pays-Bas                     | Jumbo-Visma                  | + 17 min 03 s                |
| 8e                           | Sebastian Nielsen            | Danemark                     | Restaurant Suri-Carl Ras     | + 19 min 53 s                |
| 9e                           | Frederik Irgens              | Danemark                     | BHS-PL Beton Bornholm        | + 21 min 44 s                |
| 10e                          | Fabio Mazzucco               | Italie                       | Bardiani CSF Faizanè         | + 22 min 15 s                |

| Classement du meilleur jeune | Classement du meilleur jeune | Classement du meilleur jeune | Classement du meilleur jeune | Classement du meilleur jeune |
| Coureur                      | Coureur                      | Pays                         | Équipe                       | Temps                        |
| ---------------------------- | ---------------------------- | ---------------------------- | ---------------------------- | ---------------------------- |
| 1er                          | Remco Evenepoel              | Belgique                     | Deceuninck-Quick Step        | 17 h 19 min 17 s             |
| 2e                           | Mattias Skjelmose            | Danemark                     | Trek-Segafredo               | + 4 min 06 s                 |
| 3e                           | Rick Pluimers                | Pays-Bas                     | Jumbo-Visma                  | + 10 min 46 s                |
| 4e                           | Antonio Puppio               | Italie                       | Qhubeka NextHash             | + 14 min 37 s                |
| 5e                           | Kasper Andersen              | Danemark                     | ColoQuick                    | + 15 min 14 s                |
| 6e                           | Sébastien Grignard           | Belgique                     | Lotto-Soudal                 | + 16 min 07 s                |
| 7e                           | Tim van Dijke                | Pays-Bas                     | Jumbo-Visma                  | + 17 min 03 s                |
| 8e                           | Sebastian Nielsen            | Danemark                     | Restaurant Suri-Carl Ras     | + 19 min 53 s                |
| 9e                           | Frederik Irgens              | Danemark                     | BHS-PL Beton Bornholm        | + 21 min 44 s                |
| 10e                          | Fabio Mazzucco               | Italie                       | Bardiani CSF Faizanè         | + 22 min 15 s                |

| Classement par équipes | Classement par équipes | Classement par équipes | Classement par équipes |
| Équipe                 | Équipe                 | Pays                   | Temps                  |
| ---------------------- | ---------------------- | ---------------------- | ---------------------- |
| 1re                    | Trek-Segafredo         | États-Unis             | 52 h 08 min 18 s       |
| 2e                     | Deceuninck-Quick Step  | Belgique               | + 4 min 59 s           |
| 3e                     | Jumbo-Visma            | Pays-Bas               | + 10 min 27 s          |
| 4e                     | Riwal                  | Danemark               | + 10 min 37 s          |
| 5e                     | Uno-X Pro Cycling Team | Norvège                | + 12 min 39 s          |
| 6e                     | ColoQuick              | Danemark               | + 22 min 28 s          |
| 7e                     | Rally Cycling          | États-Unis             | + 22 min 31 s          |
| 8e                     | Lotto Soudal           | Belgique               | + 23 min 00 s          |
| 9e                     | Danemark               | Danemark               | + 24 min 13 s          |
| 10e                    | Qhubeka NextHash       | Afrique du Sud         | + 24 min 58 s          |

| Classement par équipes | Classement par équipes | Classement par équipes | Classement par équipes |
| Équipe                 | Équipe                 | Pays                   | Temps                  |
| ---------------------- | ---------------------- | ---------------------- | ---------------------- |
| 1re                    | Trek-Segafredo         | États-Unis             | 52 h 08 min 18 s       |
| 2e                     | Deceuninck-Quick Step  | Belgique               | + 4 min 59 s           |
| 3e                     | Jumbo-Visma            | Pays-Bas               | + 10 min 27 s          |
| 4e                     | Riwal                  | Danemark               | + 10 min 37 s          |
| 5e                     | Uno-X Pro Cycling Team | Norvège                | + 12 min 39 s          |
| 6e                     | ColoQuick              | Danemark               | + 22 min 28 s          |
| 7e                     | Rally Cycling          | États-Unis             | + 22 min 31 s          |
| 8e                     | Lotto Soudal           | Belgique               | + 23 min 00 s          |
| 9e                     | Danemark               | Danemark               | + 24 min 13 s          |
| 10e                    | Qhubeka NextHash       | Afrique du Sud         | + 24 min 58 s          |

## Évolution des classements
| Étape            | Vainqueur         | Classement général | Classement par points | Classement de la montagne | Classement du meilleur jeune | Classement de la combativité | Classement par équipes |
| ---------------- | ----------------- | ------------------ | --------------------- | ------------------------- | ---------------------------- | ---------------------------- | ---------------------- |
| 1                | Dylan Groenewegen | Dylan Groenewegen  | Dylan Groenewegen     | Frederik Jensen           | Morten Nørtoft               | Rasmus Bøgh Wallin           | Deceuninck-Quick Step  |
| 2                | Mads Pedersen     | Dylan Groenewegen  | Dylan Groenewegen     | Rasmus Bøgh Wallin        | Mattias Skjelmose            | Rasmus Bøgh Wallin           | Trek-Segafredo         |
| 3                | Remco Evenepoel   | Remco Evenepoel    | Mads Pedersen         | Rasmus Bøgh Wallin        | Remco Evenepoel              | Rasmus Bøgh Wallin           | Trek-Segafredo         |
| 4                | Colin Joyce       | Remco Evenepoel    | Mads Pedersen         | Rasmus Bøgh Wallin        | Remco Evenepoel              | Rasmus Bøgh Wallin           | Trek-Segafredo         |
| 5                | Remco Evenepoel   | Remco Evenepoel    | Mads Pedersen         | Rasmus Bøgh Wallin        | Remco Evenepoel              | Rasmus Bøgh Wallin           | Trek-Segafredo         |
| Classement final | Classement final  | Remco Evenepoel    | Mads Pedersen         | Rasmus Bøgh Wallin        | Remco Evenepoel              | Rasmus Bøgh Wallin           | Trek-Segafredo         |

## Liste des participants
| Uno-X Pro Cycling Team UXT             | Uno-X Pro Cycling Team UXT | Uno-X Pro Cycling Team UXT |
| -------------------------------------- | -------------------------- | -------------------------- |
| Num                                    | Coureur                    | Pos                        |
| 1                                      | Niklas Larsen (DEN)        | NP-2                       |
| 2                                      | Rasmus Tiller (NOR)        | 14e                        |
| 3                                      | Anders Skaarseth (NOR)     | 46e                        |
| 4                                      | Kristoffer Halvorsen (NOR) | AB-2                       |
| 5                                      | Daniel Hoelgaard (NOR)     | AB-3                       |
| 6                                      | Morten Hulgaard (DEN)      | 67e                        |
| 7                                      | Anthon Charmig (DEN)       | 7e                         |
| Directeur sportif : Christian Andersen |                            |                            |

| Deceuninck-Quick Step DQT      | Deceuninck-Quick Step DQT | Deceuninck-Quick Step DQT |
| ------------------------------ | ------------------------- | ------------------------- |
| Num                            | Coureur                   | Pos                       |
| 11                             | Mark Cavendish (GBR)      | 21e                       |
| 12                             | Shane Archbold (NZL)      | 80e                       |
| 13                             | Iljo Keisse (BEL)         | 87e                       |
| 14                             | Yves Lampaert (BEL)       | NP-2                      |
| 15                             | Michael Mørkøv (DEN)      | 18e                       |
| 16                             | Jannik Steimle (GER)      | 15e                       |
| 17                             | Remco Evenepoel (BEL)     | 1er                       |
| Directeur sportif : Brian Holm |                           |                           |

| Trek-Segafredo TFS               | Trek-Segafredo TFS      | Trek-Segafredo TFS |
| -------------------------------- | ----------------------- | ------------------ |
| Num                              | Coureur                 | Pos                |
| 21                               | Mads Pedersen (DEN)     | 2e                 |
| 22                               | Julien Bernard (FRA)    | 9e                 |
| 23                               | Jakob Egholm (DEN)      | 94e                |
| 24                               | Alexander Kamp (DEN)    | 62e                |
| 25                               | Matteo Moschetti (ITA)  | AB-4               |
| 26                               | Michel Ries (LUX)       | AB-4               |
| 27                               | Mattias Skjelmose (DEN) | 8e                 |
| Directeur sportif : Kim Andersen |                         |                    |

| Team DSM DSM                     | Team DSM DSM               | Team DSM DSM |
| -------------------------------- | -------------------------- | ------------ |
| Num                              | Coureur                    | Pos          |
| 31                               | Søren Kragh Andersen (DEN) | 6e           |
| 32                               | Tim Naberman (NED)         | 63e          |
| 33                               | Cees Bol (NED)             | 41e          |
| 34                               | Casper Pedersen (DEN)      | HD-3         |
| 35                               | Martin Salmon (GER)        | 84e          |
| 36                               | Joris Nieuwenhuis (NED)    | 54e          |
| 37                               | Tobias Lund Andresen (DEN) | NP-2         |
| Directeur sportif : Luke Roberts |                            |              |

| Jumbo-Visma TJV               | Jumbo-Visma TJV           | Jumbo-Visma TJV |
| ----------------------------- | ------------------------- | --------------- |
| Num                           | Coureur                   | Pos             |
| 41                            | Dylan Groenewegen (NED)   | 28e             |
| 42                            | Edoardo Affini (ITA)      | 42e             |
| 43                            | Chris Harper (AUS)        | 65e             |
| 44                            | Timo Roosen (NED) (route) | 38e             |
| 45                            | Mike Teunissen (NED)      | 3e              |
| 46                            | Tim van Dijke (NED)       | 43e             |
| 47                            | Rick Pluimers (NED)       | 17e             |
| Directeur sportif : Jan Boven |                           |                 |

| Qhubeka NextHash TQA                | Qhubeka NextHash TQA          | Qhubeka NextHash TQA |
| ----------------------------------- | ----------------------------- | -------------------- |
| Num                                 | Coureur                       | Pos                  |
| 51                                  | Lasse Norman Leth (DEN)       | 91e                  |
| 52                                  | Antonio Puppio (ITA)          | 26e                  |
| 53                                  | Michael Gogl (AUT)            | 51e                  |
| 54                                  | Giacomo Nizzolo (ITA) (route) | 22e                  |
| 55                                  | Matteo Pelucchi (ITA)         | 102e                 |
| 56                                  | Mauro Schmid (SUI)            | AB-4                 |
| 57                                  | Andreas Stokbro (DEN)         | 49e                  |
| Directeur sportif : Lars Michaelsen |                               |                      |

| Lotto-Soudal LTS                  | Lotto-Soudal LTS         | Lotto-Soudal LTS |
| --------------------------------- | ------------------------ | ---------------- |
| Num                               | Coureur                  | Pos              |
| 61                                | Tosh Van der Sande (BEL) | 5e               |
| 62                                | Sébastien Grignard (BEL) | 39e              |
| 63                                | Kamil Małecki (POL)      | 55e              |
| 64                                | Harry Sweeny (AUS)       | NP-3             |
| 65                                | Gerben Thijssen (BEL)    | 35e              |
| Directeur sportif : Herman Frison |                          |                  |

| Vini Zabù THR                        | Vini Zabù THR              | Vini Zabù THR |
| ------------------------------------ | -------------------------- | ------------- |
| Num                                  | Coureur                    | Pos           |
| 71                                   | Jakub Mareczko (ITA)       | 93e           |
| 72                                   | Marco Frapporti (ITA)      | AB-4          |
| 73                                   | Simone Bevilacqua (ITA)    | 92e           |
| 74                                   | Mattia Bevilacqua (ITA)    | 61e           |
| 75                                   | Davide Orrico (ITA)        | 30e           |
| 76                                   | Riccardo Stacchiotti (ITA) | 83e           |
| 77                                   | Etienne van Empel (NED)    | AB-2          |
| Directeur sportif : Francesco Frassi |                            |               |

| Rally Cycling RLY                            | Rally Cycling RLY         | Rally Cycling RLY |
| -------------------------------------------- | ------------------------- | ----------------- |
| Num                                          | Coureur                   | Pos               |
| 81                                           | Robin Carpenter (USA)     | 32e               |
| 82                                           | Pier-André Côté (CAN)     | 13e               |
| 83                                           | Matteo Dal-Cin (CAN)      | NP-2              |
| 84                                           | Arvid de Kleijn (NED)     | 33e               |
| 85                                           | Adam de Vos (CAN) (route) | 79e               |
| 86                                           | Colin Joyce (USA)         | 20e               |
| 87                                           | Nickolas Zukowsky (CAN)   | 37e               |
| Directeur sportif : Jonathan Patrick McCarty |                           |                   |

| Team Novo Nordisk TNN                 | Team Novo Nordisk TNN | Team Novo Nordisk TNN |
| ------------------------------------- | --------------------- | --------------------- |
| Num                                   | Coureur               | Pos                   |
| 91                                    | Umberto Poli (ITA)    | 98e                   |
| 92                                    | Andrea Peron (ITA)    | 90e                   |
| 93                                    | David Lozano (ESP)    | 44e                   |
| 94                                    | Declan Irvine (AUS)   | HD-5                  |
| 95                                    | Sam Brand (GBR)       | 97e                   |
| 96                                    | Péter Kusztor (HUN)   | 104e                  |
| 97                                    | Robbe Ceurens (BEL)   | AB-3                  |
| Directeur sportif : Massimo Podenzana |                       |                       |

| Bingoal Pauwels Sauces WB BWB            | Bingoal Pauwels Sauces WB BWB | Bingoal Pauwels Sauces WB BWB |
| ---------------------------------------- | ----------------------------- | ----------------------------- |
| Num                                      | Coureur                       | Pos                           |
| 101                                      | Timothy Dupont (BEL)          | 36e                           |
| 102                                      | Jonas Castrique (BEL)         | 85e                           |
| 103                                      | Milan Menten (BEL)            | 11e                           |
| 104                                      | Laurenz Rex (BEL)             | 66e                           |
| 105                                      | Jelle Declerck (BEL)          | 86e                           |
| 106                                      | Dorian De Maeght (BEL)        | 52e                           |
| 107                                      | Nathan Vandepitte (FRA)       | 100e                          |
| Directeur sportif : Christophe Detilloux |                               |                               |

| Sport Vlaanderen-Baloise SVB          | Sport Vlaanderen-Baloise SVB | Sport Vlaanderen-Baloise SVB |
| ------------------------------------- | ---------------------------- | ---------------------------- |
| Num                                   | Coureur                      | Pos                          |
| 111                                   | Ruben Apers (BEL)            | 59e                          |
| 112                                   | Aaron Van Poucke (BEL)       | 53e                          |
| 113                                   | Gilles De Wilde (BEL)        | AB-3                         |
| 114                                   | Thomas Sprengers (BEL)       | 40e                          |
| 115                                   | Kenneth Van Rooy (BEL)       | 19e                          |
| 116                                   | Jordi Warlop (BEL)           | 47e                          |
| 117                                   | Thimo Willems (BEL)          | 29e                          |
| Directeur sportif : Walter Planckaert |                              |                              |

| Bardiani CSF Faizanè BCF          | Bardiani CSF Faizanè BCF | Bardiani CSF Faizanè BCF |
| --------------------------------- | ------------------------ | ------------------------ |
| Num                               | Coureur                  | Pos                      |
| 121                               | Enrico Battaglin (ITA)   | 48e                      |
| 122                               | Filippo Fiorelli (ITA)   | 60e                      |
| 123                               | Mirco Maestri (ITA)      | 68e                      |
| 124                               | Fabio Mazzucco (ITA)     | 58e                      |
| 125                               | Alessandro Tonelli (ITA) | AB-2                     |
| 126                               | Tomas Trainini (ITA)     | AB-3                     |
| 127                               | Samuele Zoccarato (ITA)  | 71e                      |
| Directeur sportif : Mirko Rossato |                          |                          |

| HRE Mazowsze Serce Polski MSP        | HRE Mazowsze Serce Polski MSP | HRE Mazowsze Serce Polski MSP |
| ------------------------------------ | ----------------------------- | ----------------------------- |
| Num                                  | Coureur                       | Pos                           |
| 131                                  | Adrian Banaszek (POL)         | 82e                           |
| 132                                  | Alan Banaszek (POL)           | NP-3                          |
| 133                                  | Norbert Banaszek (POL)        | 95e                           |
| 134                                  | Paweł Bernas (POL)            | 76e                           |
| 135                                  | Jakub Kaczmarek (POL)         | 57e                           |
| 136                                  | Adrian Kurek (POL)            | 99e                           |
| 137                                  | Mihkel Räim (EST) (route)     | AB-4                          |
| Directeur sportif : Dariusz Banaszek |                               |                               |

| Riwal Cycling Team RIW             | Riwal Cycling Team RIW        | Riwal Cycling Team RIW |
| ---------------------------------- | ----------------------------- | ---------------------- |
| Num                                | Coureur                       | Pos                    |
| 141                                | Jesper Hansen (DEN)           | 31e                    |
| 142                                | Lucas Eriksson (SWE)          | 10e                    |
| 143                                | Tobias Kongstad (DEN)         | 64e                    |
| 144                                | Nick van der Lijke (NED)      | 4e                     |
| 145                                | Elmar Reinders (NED)          | AB-3                   |
| 146                                | Rasmus Christian Quaade (DEN) | 88e                    |
| 147                                | Morten Nørtoft (DEN)          | 73e                    |
| Directeur sportif : Michael Skelde |                               |                        |

| ColoQuick TCQ                           | ColoQuick TCQ               | ColoQuick TCQ |
| --------------------------------------- | --------------------------- | ------------- |
| Num                                     | Coureur                     | Pos           |
| 151                                     | Frederik Muff (DEN)         | 96e           |
| 152                                     | Mads Østergaard (DEN)       | 23e           |
| 153                                     | Jeppe Aaskov Pallesen (DEN) | 12e           |
| 154                                     | Nicolai Brøchner (DEN)      | 89e           |
| 155                                     | Mads Andersen (DEN)         | 101e          |
| 156                                     | Alexander Salby (DEN)       | 81e           |
| 157                                     | Kasper Andersen (DEN)       | 34e           |
| Directeur sportif : Christian Jørgensen |                             |               |

| Restaurant Suri-Carl Ras SCC          | Restaurant Suri-Carl Ras SCC | Restaurant Suri-Carl Ras SCC |
| ------------------------------------- | ---------------------------- | ---------------------------- |
| Num                                   | Coureur                      | Pos                          |
| 161                                   | Christian Lindquist (DEN)    | 103e                         |
| 162                                   | Mathias Larsen (DEN)         | 74e                          |
| 163                                   | Sebastian Nielsen (DEN)      | 50e                          |
| 164                                   | Rasmus Lund Pedersen (DEN)   | AB-2                         |
| 165                                   | Rasmus Hestbek Lund          | AB-2                         |
| 166                                   | Julius Nowak Dalner          | AB-3                         |
| 167                                   | Markus Kramer                | AB-3                         |
| Directeur sportif : Nicolaj Bo Larsen |                              |                              |

| BHS-PL Beton Bornholm BPC                  | BHS-PL Beton Bornholm BPC   | BHS-PL Beton Bornholm BPC |
| ------------------------------------------ | --------------------------- | ------------------------- |
| Num                                        | Coureur                     | Pos                       |
| 171                                        | Emil Toudal (DEN)           | 77e                       |
| 172                                        | Mads Rahbek (DEN)           | 16e                       |
| 173                                        | Frederik Irgens (DEN)       | 56e                       |
| 174                                        | Mathias Bregnhøj (DEN)      | 45e                       |
| 175                                        | Nils Lau Nyborg Broge (DEN) | 27e                       |
| 176                                        | Martin Toft Madsen (DEN)    | AB-2                      |
| 177                                        | Adam Holm (DEN)             | 75e                       |
| Directeur sportif : Jesper Kofod Andreasen |                             |                           |

| Danemark DEN                        | Danemark DEN       | Danemark DEN |
| ----------------------------------- | ------------------ | ------------ |
| Num                                 | Coureur            | Pos          |
| 181                                 | Louis Bendixen     | 24e          |
| 182                                 | Anders Foldager    | 105e         |
| 183                                 | Rasmus Søjberg     | 69e          |
| 184                                 | Rasmus Bøgh Wallin | 78e          |
| 185                                 | Daniel Stampe      | 70e          |
| 186                                 | Magnus Bak Klaris  | 25e          |
| 187                                 | Simon Bak          | 72e          |
| Directeur sportif : Michael Berling |                    |              |

| Uno-X Pro Cycling Team UXT             | Uno-X Pro Cycling Team UXT | Uno-X Pro Cycling Team UXT |
| -------------------------------------- | -------------------------- | -------------------------- |
| Num                                    | Coureur                    | Pos                        |
| 1                                      | Niklas Larsen (DEN)        | NP-2                       |
| 2                                      | Rasmus Tiller (NOR)        | 14e                        |
| 3                                      | Anders Skaarseth (NOR)     | 46e                        |
| 4                                      | Kristoffer Halvorsen (NOR) | AB-2                       |
| 5                                      | Daniel Hoelgaard (NOR)     | AB-3                       |
| 6                                      | Morten Hulgaard (DEN)      | 67e                        |
| 7                                      | Anthon Charmig (DEN)       | 7e                         |
| Directeur sportif : Christian Andersen |                            |                            |

| Deceuninck-Quick Step DQT      | Deceuninck-Quick Step DQT | Deceuninck-Quick Step DQT |
| ------------------------------ | ------------------------- | ------------------------- |
| Num                            | Coureur                   | Pos                       |
| 11                             | Mark Cavendish (GBR)      | 21e                       |
| 12                             | Shane Archbold (NZL)      | 80e                       |
| 13                             | Iljo Keisse (BEL)         | 87e                       |
| 14                             | Yves Lampaert (BEL)       | NP-2                      |
| 15                             | Michael Mørkøv (DEN)      | 18e                       |
| 16                             | Jannik Steimle (GER)      | 15e                       |
| 17                             | Remco Evenepoel (BEL)     | 1er                       |
| Directeur sportif : Brian Holm |                           |                           |

| Trek-Segafredo TFS               | Trek-Segafredo TFS      | Trek-Segafredo TFS |
| -------------------------------- | ----------------------- | ------------------ |
| Num                              | Coureur                 | Pos                |
| 21                               | Mads Pedersen (DEN)     | 2e                 |
| 22                               | Julien Bernard (FRA)    | 9e                 |
| 23                               | Jakob Egholm (DEN)      | 94e                |
| 24                               | Alexander Kamp (DEN)    | 62e                |
| 25                               | Matteo Moschetti (ITA)  | AB-4               |
| 26                               | Michel Ries (LUX)       | AB-4               |
| 27                               | Mattias Skjelmose (DEN) | 8e                 |
| Directeur sportif : Kim Andersen |                         |                    |

| Team DSM DSM                     | Team DSM DSM               | Team DSM DSM |
| -------------------------------- | -------------------------- | ------------ |
| Num                              | Coureur                    | Pos          |
| 31                               | Søren Kragh Andersen (DEN) | 6e           |
| 32                               | Tim Naberman (NED)         | 63e          |
| 33                               | Cees Bol (NED)             | 41e          |
| 34                               | Casper Pedersen (DEN)      | HD-3         |
| 35                               | Martin Salmon (GER)        | 84e          |
| 36                               | Joris Nieuwenhuis (NED)    | 54e          |
| 37                               | Tobias Lund Andresen (DEN) | NP-2         |
| Directeur sportif : Luke Roberts |                            |              |

| Jumbo-Visma TJV               | Jumbo-Visma TJV           | Jumbo-Visma TJV |
| ----------------------------- | ------------------------- | --------------- |
| Num                           | Coureur                   | Pos             |
| 41                            | Dylan Groenewegen (NED)   | 28e             |
| 42                            | Edoardo Affini (ITA)      | 42e             |
| 43                            | Chris Harper (AUS)        | 65e             |
| 44                            | Timo Roosen (NED) (route) | 38e             |
| 45                            | Mike Teunissen (NED)      | 3e              |
| 46                            | Tim van Dijke (NED)       | 43e             |
| 47                            | Rick Pluimers (NED)       | 17e             |
| Directeur sportif : Jan Boven |                           |                 |

| Qhubeka NextHash TQA                | Qhubeka NextHash TQA          | Qhubeka NextHash TQA |
| ----------------------------------- | ----------------------------- | -------------------- |
| Num                                 | Coureur                       | Pos                  |
| 51                                  | Lasse Norman Leth (DEN)       | 91e                  |
| 52                                  | Antonio Puppio (ITA)          | 26e                  |
| 53                                  | Michael Gogl (AUT)            | 51e                  |
| 54                                  | Giacomo Nizzolo (ITA) (route) | 22e                  |
| 55                                  | Matteo Pelucchi (ITA)         | 102e                 |
| 56                                  | Mauro Schmid (SUI)            | AB-4                 |
| 57                                  | Andreas Stokbro (DEN)         | 49e                  |
| Directeur sportif : Lars Michaelsen |                               |                      |

| Lotto-Soudal LTS                  | Lotto-Soudal LTS         | Lotto-Soudal LTS |
| --------------------------------- | ------------------------ | ---------------- |
| Num                               | Coureur                  | Pos              |
| 61                                | Tosh Van der Sande (BEL) | 5e               |
| 62                                | Sébastien Grignard (BEL) | 39e              |
| 63                                | Kamil Małecki (POL)      | 55e              |
| 64                                | Harry Sweeny (AUS)       | NP-3             |
| 65                                | Gerben Thijssen (BEL)    | 35e              |
| Directeur sportif : Herman Frison |                          |                  |

| Vini Zabù THR                        | Vini Zabù THR              | Vini Zabù THR |
| ------------------------------------ | -------------------------- | ------------- |
| Num                                  | Coureur                    | Pos           |
| 71                                   | Jakub Mareczko (ITA)       | 93e           |
| 72                                   | Marco Frapporti (ITA)      | AB-4          |
| 73                                   | Simone Bevilacqua (ITA)    | 92e           |
| 74                                   | Mattia Bevilacqua (ITA)    | 61e           |
| 75                                   | Davide Orrico (ITA)        | 30e           |
| 76                                   | Riccardo Stacchiotti (ITA) | 83e           |
| 77                                   | Etienne van Empel (NED)    | AB-2          |
| Directeur sportif : Francesco Frassi |                            |               |

| Rally Cycling RLY                            | Rally Cycling RLY         | Rally Cycling RLY |
| -------------------------------------------- | ------------------------- | ----------------- |
| Num                                          | Coureur                   | Pos               |
| 81                                           | Robin Carpenter (USA)     | 32e               |
| 82                                           | Pier-André Côté (CAN)     | 13e               |
| 83                                           | Matteo Dal-Cin (CAN)      | NP-2              |
| 84                                           | Arvid de Kleijn (NED)     | 33e               |
| 85                                           | Adam de Vos (CAN) (route) | 79e               |
| 86                                           | Colin Joyce (USA)         | 20e               |
| 87                                           | Nickolas Zukowsky (CAN)   | 37e               |
| Directeur sportif : Jonathan Patrick McCarty |                           |                   |

| Team Novo Nordisk TNN                 | Team Novo Nordisk TNN | Team Novo Nordisk TNN |
| ------------------------------------- | --------------------- | --------------------- |
| Num                                   | Coureur               | Pos                   |
| 91                                    | Umberto Poli (ITA)    | 98e                   |
| 92                                    | Andrea Peron (ITA)    | 90e                   |
| 93                                    | David Lozano (ESP)    | 44e                   |
| 94                                    | Declan Irvine (AUS)   | HD-5                  |
| 95                                    | Sam Brand (GBR)       | 97e                   |
| 96                                    | Péter Kusztor (HUN)   | 104e                  |
| 97                                    | Robbe Ceurens (BEL)   | AB-3                  |
| Directeur sportif : Massimo Podenzana |                       |                       |

| Bingoal Pauwels Sauces WB BWB            | Bingoal Pauwels Sauces WB BWB | Bingoal Pauwels Sauces WB BWB |
| ---------------------------------------- | ----------------------------- | ----------------------------- |
| Num                                      | Coureur                       | Pos                           |
| 101                                      | Timothy Dupont (BEL)          | 36e                           |
| 102                                      | Jonas Castrique (BEL)         | 85e                           |
| 103                                      | Milan Menten (BEL)            | 11e                           |
| 104                                      | Laurenz Rex (BEL)             | 66e                           |
| 105                                      | Jelle Declerck (BEL)          | 86e                           |
| 106                                      | Dorian De Maeght (BEL)        | 52e                           |
| 107                                      | Nathan Vandepitte (FRA)       | 100e                          |
| Directeur sportif : Christophe Detilloux |                               |                               |

| Sport Vlaanderen-Baloise SVB          | Sport Vlaanderen-Baloise SVB | Sport Vlaanderen-Baloise SVB |
| ------------------------------------- | ---------------------------- | ---------------------------- |
| Num                                   | Coureur                      | Pos                          |
| 111                                   | Ruben Apers (BEL)            | 59e                          |
| 112                                   | Aaron Van Poucke (BEL)       | 53e                          |
| 113                                   | Gilles De Wilde (BEL)        | AB-3                         |
| 114                                   | Thomas Sprengers (BEL)       | 40e                          |
| 115                                   | Kenneth Van Rooy (BEL)       | 19e                          |
| 116                                   | Jordi Warlop (BEL)           | 47e                          |
| 117                                   | Thimo Willems (BEL)          | 29e                          |
| Directeur sportif : Walter Planckaert |                              |                              |

| Bardiani CSF Faizanè BCF          | Bardiani CSF Faizanè BCF | Bardiani CSF Faizanè BCF |
| --------------------------------- | ------------------------ | ------------------------ |
| Num                               | Coureur                  | Pos                      |
| 121                               | Enrico Battaglin (ITA)   | 48e                      |
| 122                               | Filippo Fiorelli (ITA)   | 60e                      |
| 123                               | Mirco Maestri (ITA)      | 68e                      |
| 124                               | Fabio Mazzucco (ITA)     | 58e                      |
| 125                               | Alessandro Tonelli (ITA) | AB-2                     |
| 126                               | Tomas Trainini (ITA)     | AB-3                     |
| 127                               | Samuele Zoccarato (ITA)  | 71e                      |
| Directeur sportif : Mirko Rossato |                          |                          |

| HRE Mazowsze Serce Polski MSP        | HRE Mazowsze Serce Polski MSP | HRE Mazowsze Serce Polski MSP |
| ------------------------------------ | ----------------------------- | ----------------------------- |
| Num                                  | Coureur                       | Pos                           |
| 131                                  | Adrian Banaszek (POL)         | 82e                           |
| 132                                  | Alan Banaszek (POL)           | NP-3                          |
| 133                                  | Norbert Banaszek (POL)        | 95e                           |
| 134                                  | Paweł Bernas (POL)            | 76e                           |
| 135                                  | Jakub Kaczmarek (POL)         | 57e                           |
| 136                                  | Adrian Kurek (POL)            | 99e                           |
| 137                                  | Mihkel Räim (EST) (route)     | AB-4                          |
| Directeur sportif : Dariusz Banaszek |                               |                               |

| Riwal Cycling Team RIW             | Riwal Cycling Team RIW        | Riwal Cycling Team RIW |
| ---------------------------------- | ----------------------------- | ---------------------- |
| Num                                | Coureur                       | Pos                    |
| 141                                | Jesper Hansen (DEN)           | 31e                    |
| 142                                | Lucas Eriksson (SWE)          | 10e                    |
| 143                                | Tobias Kongstad (DEN)         | 64e                    |
| 144                                | Nick van der Lijke (NED)      | 4e                     |
| 145                                | Elmar Reinders (NED)          | AB-3                   |
| 146                                | Rasmus Christian Quaade (DEN) | 88e                    |
| 147                                | Morten Nørtoft (DEN)          | 73e                    |
| Directeur sportif : Michael Skelde |                               |                        |

| ColoQuick TCQ                           | ColoQuick TCQ               | ColoQuick TCQ |
| --------------------------------------- | --------------------------- | ------------- |
| Num                                     | Coureur                     | Pos           |
| 151                                     | Frederik Muff (DEN)         | 96e           |
| 152                                     | Mads Østergaard (DEN)       | 23e           |
| 153                                     | Jeppe Aaskov Pallesen (DEN) | 12e           |
| 154                                     | Nicolai Brøchner (DEN)      | 89e           |
| 155                                     | Mads Andersen (DEN)         | 101e          |
| 156                                     | Alexander Salby (DEN)       | 81e           |
| 157                                     | Kasper Andersen (DEN)       | 34e           |
| Directeur sportif : Christian Jørgensen |                             |               |

| Restaurant Suri-Carl Ras SCC          | Restaurant Suri-Carl Ras SCC | Restaurant Suri-Carl Ras SCC |
| ------------------------------------- | ---------------------------- | ---------------------------- |
| Num                                   | Coureur                      | Pos                          |
| 161                                   | Christian Lindquist (DEN)    | 103e                         |
| 162                                   | Mathias Larsen (DEN)         | 74e                          |
| 163                                   | Sebastian Nielsen (DEN)      | 50e                          |
| 164                                   | Rasmus Lund Pedersen (DEN)   | AB-2                         |
| 165                                   | Rasmus Hestbek Lund          | AB-2                         |
| 166                                   | Julius Nowak Dalner          | AB-3                         |
| 167                                   | Markus Kramer                | AB-3                         |
| Directeur sportif : Nicolaj Bo Larsen |                              |                              |

| BHS-PL Beton Bornholm BPC                  | BHS-PL Beton Bornholm BPC   | BHS-PL Beton Bornholm BPC |
| ------------------------------------------ | --------------------------- | ------------------------- |
| Num                                        | Coureur                     | Pos                       |
| 171                                        | Emil Toudal (DEN)           | 77e                       |
| 172                                        | Mads Rahbek (DEN)           | 16e                       |
| 173                                        | Frederik Irgens (DEN)       | 56e                       |
| 174                                        | Mathias Bregnhøj (DEN)      | 45e                       |
| 175                                        | Nils Lau Nyborg Broge (DEN) | 27e                       |
| 176                                        | Martin Toft Madsen (DEN)    | AB-2                      |
| 177                                        | Adam Holm (DEN)             | 75e                       |
| Directeur sportif : Jesper Kofod Andreasen |                             |                           |

| Danemark DEN                        | Danemark DEN       | Danemark DEN |
| ----------------------------------- | ------------------ | ------------ |
| Num                                 | Coureur            | Pos          |
| 181                                 | Louis Bendixen     | 24e          |
| 182                                 | Anders Foldager    | 105e         |
| 183                                 | Rasmus Søjberg     | 69e          |
| 184                                 | Rasmus Bøgh Wallin | 78e          |
| 185                                 | Daniel Stampe      | 70e          |
| 186                                 | Magnus Bak Klaris  | 25e          |
| 187                                 | Simon Bak          | 72e          |
| Directeur sportif : Michael Berling |                    |              |